# Nupserha atriceps
Nupserha atriceps är en skalbaggsart som beskrevs av Stefan von Breuning 1948. Nupserha atriceps ingår i släktet Nupserha och familjen långhorningar. Inga underarter finns listade i Catalogue of Life.